# Linia kolejowa nr 128 (Słowacja)
Linia kolejowa nr 128 – linia kolejowa na Słowacji, biegnąca przez kraj żyliński, od Czadcy do Makova.